# Kiki Dee
Kiki Dee, artistnamn för Pauline Matthews, född 6 mars 1947 i Little Horton i Bradford, West Yorkshire, är en brittisk sångare/låtskrivare.
Hennes mest berömda inspelning är "Don't Go Breaking My Heart", en duett med Elton John som 1976 toppade den brittiska singellistan under fem veckor.
Hon började sin sångkarriär i ett lokalt band i Bradford i början av 1960-talet.

## Diskografi (urval)
Album
- 1968 – I'm Kiki Dee
- 1970 – Great Expectations
- 1973 – Loving & Free
- 1974 – Kiki Dee
- 1978 – Stay With Me
- 1981 – Perfect Timing
- 1987 – Angel Eyes
- 1995 – Almost Naked
- 2008 – Cage the Songbird

Album tillsammans med Carmelo Luggeri
- 1998 – Where Rivers Meet
- 2008 – The Walk of Faith
- 2013 – A Place Where I Can Go

Singlar (topp 20 på UK Singles Chart)
- 1973 – "Amoureuse" (#13)
- 1974 – "I've Got the Music in Me" (#19)
- 1976 – "Don't Go Breaking My Heart" (med Elton John) (#1)
- 1983 – "Star" (#13)
- 1993 – "True Love" (med Elton John) (#2)